# ヨシュア記
『ヨシュア記』（、ヘブライ語: ספר יהושע）は、聖書の書物である。
そこには、ヨシュアの指導の下、イスラエル人がカナンに住む諸民族を武力で制圧し、約束の地を征服していく歴史が記されている。この書物は、キリスト教においては「歴史書」に、また、ユダヤ教においては預言書に分類される。

## 著者（成立事情）
この書物の原作者は、伝統的には主としてヨシュアが書き（ヨシュア記24章26節）、彼の死後の記事をアロンの子エルアザルとエルアザルの子ピネハスが書いたとされている。
高等批評をする聖書学者たちは、創世記～申命記のモーセ五書にヨシュア記を加えて「六書」と考え、J, E, D, Pなどの資料から成っていると考える者もいるが、Ｍ.ノートなどは申命記とヨシュア記は共にD資料（申命記資料）のみによると考えている。
1952年から1957年まで、Kathleen M. Kenyon らによって考古学的発掘が行われた結果、エリコの城壁の崩壊は紀元前3000年紀の出来事であることが実証されており、ヨシュアたちがエリコに来たときには、エリコはすでに廃墟になっていたことが判明している。したがって、ヨシュア記6章に記されているエリコの陥落物語は歴史的事実ではなく、原因譚として後から（2～7章の物語が）創作されたと考えられる。また、10章に記されている太陽と月の停止は、カナンの民間説話がもとになっていると考えられる。

## 要約

### 背景となる出来事
エジプト脱出時に20歳を超えていた者のうち、ヨルダン川を渡ることを許されたのはヨシュアとカレブの2人だけである。モーセはヨルダン川を渡ることを許されなかった。また、ルベン、ガド、マナセの半部族はヨルダン川東岸に定住することを決めるが、仲間を助けるためにヨルダン川西岸に渡って共に戦うことをモーセに確約する。

### ヨシュアによる占領（1-11章）

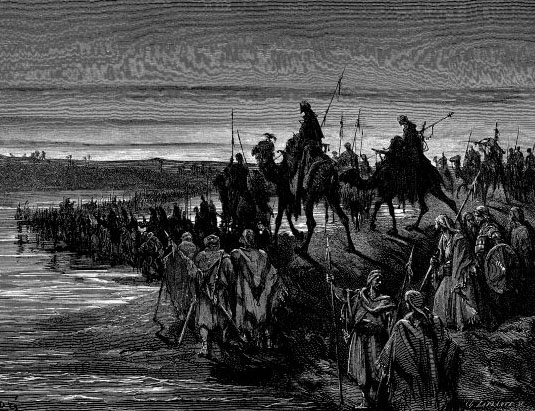
ヨルダン川を渡る

モーセの死後、神はヨシュアにヨルダン川を渡るよう命令する。ヨシュアは民に準備を促す。二人の斥候がエリコに派遣される。エリコの王は斥候を捕らえようと探索するが、娼婦ラハブは斥候たちを匿う。斥候たちに対し、ラハブは、自分と親族の身の安全を保障してくれるよう請願する。斥候たちは身を守る方法をラハブに伝え、ヨシュアの元に帰って報告する。三日目に、ヨシュアはヨルダン川の手前で宿営を張る。その翌日、ヨシュアは神の命令通り、契約の箱を携えた祭司たちをヨルダン川に入らせる。川の上流で水が堰き止められてヨルダン川が干上がり、その間に全員が川を渡る。ルベン、ガド、マナセの半部族のうち、四万人の戦士も共にヨルダン川を渡る。神はギルガルに記念碑を建てるよう命じる。ヨシュアはギルガルとヨルダン川の祭司たちが立っている場所に、それぞれ記念碑を建てさせる。民はヨシュアがモーセの後継者であることを認めるようになる。ギルガルに宿営が張られる。神は民に割礼を施すようヨシュアに命じる。民はギルガルで過越を祝う。過越の翌日、マナの供給が終わる。ヨシュアは聖なる所へと足を踏み入れてしまい、サンダルを脱ぐよう「主の軍の将軍」に命令される。神はヨシュアに詳細な指示を出す。民がその指示通りに行動すると、エリコの城壁が崩れる。エリコの住民と家畜は、ラハブに属するものを除き、すべて滅ぼされる。ヨシュアはエリコに対する呪いの言葉を語る。
アカンはエリコの戦利品を隠し持つ。ヨシュアは斥候の提案に従いアイに三千の兵を差し向けるが、派遣隊は敗北し、民は動揺する。神はヨシュアに、エリコの戦利品を隠し持つ者がいることを告げる。アカンが選び出され、彼は罪を認める。アカンとその家族、および彼の所有する家畜に至るまで石打ちにされる。神は再びアイを攻めるよう、また、都市の背後に伏兵を配置するようヨシュアに命じる。ヨシュアは三万の兵を夜のうちに送り出し、自らは敗走を装う兵を指揮する。アイの兵は都市を出てヨシュアを追撃するが、挟撃されて全滅する。王も捕虜となり殺され、住民も皆殺しにされる。アイは焼かれ、ヨシュアたちは神に命じられた通りアイの町の家畜と分捕り品を自分たちのために奪い取った。ヨシュアはモーセによって命令された通り、エバル山に祭壇を築き、犠牲を捧げる。ヨシュアはその祭壇にモーセの律法の写しを記す。民はエバル山とゲリジム山の前に集められ、彼らの前で律法の全ての言葉が朗読される。

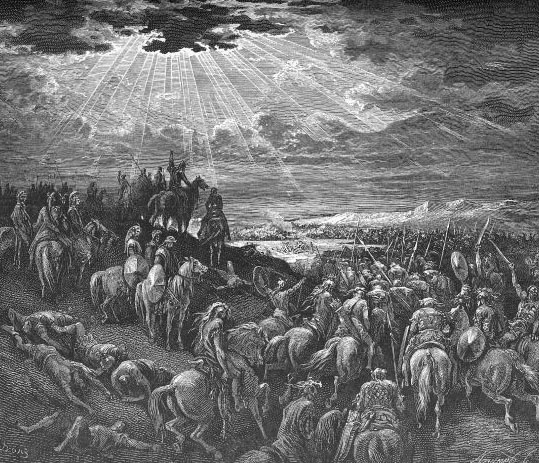
太陽が静止する

ギブオン周辺に住むヒビ人たちは、侵攻して来たイスラエル人を欺いて協定を結ばせることに成功し、殺されることを免れる。しかし、その策略はすぐに発覚し、彼らは祭壇の「柴刈りまた水くみ」をする者としてイスラエル人に仕えることになる。「アモリ人の五人の王」がギブオンを攻め、ギブオン人はヨシュアに助けを求める。イスラエル人は夜を徹して行軍し、アモリ人を急襲する。敗走するアモリ人を雹が襲う。ヨシュアが太陽と月に命令すると、太陽と月は「まる一日」静止する。五人の王は捕虜となり処刑される。ヨシュアはヨルダン川西岸の都市ギルガルから地中海沿岸の都市ガザに至るまで、また、その南方に広がる荒野に至るまでの地域に点在する諸都市を滅ぼし家畜などを奪っていく。ハツォルの王ヤビンを盟主とする大軍がメロムの水場に集結する。ヨシュアはこれを急襲し、敗走する敵を追撃して全滅させる。ヨシュアはハツォルを滅ぼして都市を燃やす。また、他の都市も滅ぼすが、ハツォル以外の都市は燃やさなかった。北方は、ヘルモン山の麓の都市、バアル・ガドに至るまでのヨルダン川沿いの地域を攻略する。

### 土地の配分（12-21章）

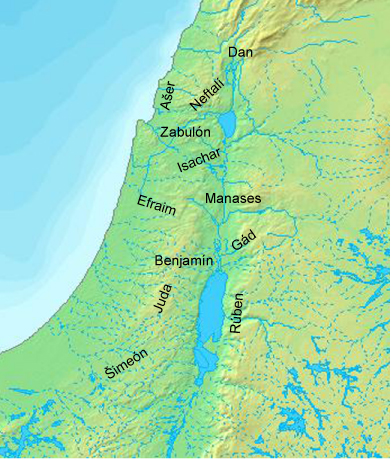
イスラエルの諸部族の配置

モーセの占領したヨルダン川東岸の地域。ヨシュアの占領したヨルダン川西岸の地域と王の一覧。神は高齢となったヨシュアに、未征服地を含んだヨルダン川西岸の土地を、九部族とマナセの半部族との間で分配するよう命じる。ヨルダン川東岸の地を相続した二部族と半部族、およびレビ族が相続地を持たないことについての解説。相続地を決めるために「くじ」が用いられる。カレブはヘブロンの相続を求め、許可される。
ユダ族の相続地。カレブによるヘブロン攻略。マナセ族とエフライム族の相続地。相続地が少ないことに対する不満と、それに対するヨシュアの助言。ヨシュアはまだ相続地の決まっていない七部族に対して未征服地の調査を命じ、その調査記録を基に土地を配分する。ベニヤミン族の相続地。シメオン族の相続地。ゼブルン族の相続地。イサカル族の相続地。アシェル族の相続地。ナフタリ族の相続地。ダン族の相続地。ヨシュアはティムナト・セラを相続地として受け取る。
神はヨシュアに逃れの町を定めるよう命令し、六つの都市が定められる。相続地のないレビ族に対し、各部族の相続地から居住のための都市が与えられる。

### シケム契約（22-24章）
ヨシュアはルベン、ガド、マナセの半部族の戦士たちを郷里へと帰らせるが、彼らがヨルダン川のほとりに大きな祭壇を築いたことが伝えられ、ヨルダン川東岸の部族に対する軍事行動が検討される。ピネハスらが派遣され、彼らにヨルダン川西岸へと移住するよう勧めるが、彼らの説明する祭壇を築いた目的は好ましいものであったため、軍事行動は起こされなかった。ヨシュアは長老たちを呼び、モーセの律法を守り行うよう諭す。ヨシュアは全イスラエルをシケムに集め、彼らに神の言葉を伝える。民はヤハヴェに仕え続けることを誓い、その証拠として大きな石が立てられる。ヨシュアの死と埋葬。エジプトから運ばれてきたヨセフの骨はシケムに埋葬される。エレアザルの死と埋葬。